# Fabian Casimir Wrede
Fabian Casimir Wrede, född 28 januari 1724 på Spånga, Mjölby församling, Östergötlands län, död 27 augusti 1795 på Penningby, Länna socken, Stockholms län, var en svensk friherre, general och tecknare.

## Biografi
Fabian Casimir Wrede var son till riksrådet Fabian Wrede av ätten Wrede af Elimä och friherrinnan Catharina Charlotta Sparre. Han var far till Otto Wrede af Elimä och farfar till Agathe Wachtmeister af Johannishus och Constantia Charlotta Ottilana Mörner af Morlanda. Han blev volontär vid fortifikationen 1738 och var 1741 underofficer vid livgardet. Han utnämndes till löjtnant och tjänstgjorde som stabsadjutant hos generallöjtnanten friherre Buddenbrock. Han var löjtnant vid Kymmenegårds bataljon 1742 och adjutant hos generalmajoren Zander. Därefter gick under några år i fransk tjänst. Han var grenadjärkapten vid Fersens regemente i Frankrike för att slutligen bli överstelöjtnant i fransk tjänst. Han var överadjutant hos arvfursten Adolf Fredrik 1748. Han var överste vid fortifikationen 1754 och trädde 1757 i österrikisk tjänst. Han blev överste för Skaraborgs regemente 1762 och generalmajor 1764 samt chef för Upplands regemente 1772. Wrede blev tillförordnad direktör och chef för fortifikationen 1757 och slutligen general 1782. Som många andra av tidens fortifikationsofficerare var han en god tecknare och det finns några kända teckningar med landskapsmotiv och arkitekturteckningar bevarade som han utförde 1737. Han köpte 1768 Penningbygård i Uppland, där han levde fram till sin död 1795. Han är idag mest känd för att tillsammans med arkitekten Carl Johan Cronstedt ha uppfunnit den svenska kakelugnen. Wrede deltog även i byggandet av Sveaborg, vilket påbörjades 1748. Fabian Casimir Wrede invaldes 1786 som ledamot nummer 240 av Kungliga Vetenskapsakademien och var riddare av Svärdsorden.
Han deltog mycket lite i det politiska livet. Han tillhörde hattpartiet och uppsattes 1769 på rådsförslag. Vid riksdagen 1789 tillhörde Wrede oppositionen och författade det utkast som lades till grund för adelns justifikationsskrift. Han var en engagerad lanthushållare och verkade ivrigt för reformer inom jordbrukets område.

## Familj
Wrede var gift två gånger, första gången 1760 med friherrinnan Catharina Charlotta Fleming af Liebelitz (1739–1764) andra gången från 1765 med sin första frus kusin Ottiliana Charlotta Fleming af Liebelitz (1743–1811).
Barn i första giftet:
1. Fabian Wrede (1760-1824)
2. Göran Casimir (1763-1782).
3. Sigrid Charlotte (1763-1828).
4. Henrik (1764-1782).

Barn i andra giftet:
1. Otto Wrede (1766-1804). Ogift. Begravd i Sätuna Gravkor, Sarkofag 17.
2. Casper Wrede (1768-1835). Gift med Charlotta Birgitta Arfwedsson. Skilda. Begravd i Sätuna Gravkor, Sarkofag 23. Den siste som begravts i koret.
3. Christina Charlotte (1769). Död vid späd ålder.
4. Anna Christina (1778-1856).
5. Ottiliana Charlotta Wrede (1778-1811). Gift Leuhusen. Begravd i Sätuna Gravkor, Sarkofag 16 tillsammans med sina två barn (avlidna den 12 juni 1811)
6. Karl Henrik Wrede (1787-1858). Gift med Clara Fredrika Carlesson (1794-1869)